# Turn-Weltmeisterschaften 1994
Die 30. Turn-Weltmeisterschaften fanden vom 15.–20. November 1994 in Dortmund statt. Austragungsstätte war die Westfalenhalle. Es wurden allerdings nur die beiden Team-Wettbewerbe im Mehrkampf ausgetragen, da alle Einzeldisziplinen bereits im Rahmen der 29. Turn-Weltmeisterschaften im April 1994 in Brisbane stattfanden.

## Teilnehmer
| - Argentinien - Bulgarien - Volksrepublik China - Deutschland - Frankreich - Italien - Japan - Kanada | - Kuba - Puerto Rico - Rumänien - Russland - Schweiz - Spanien - Südafrika | - Südkorea - Tschechien - Ungarn - Ukraine - Vereinigte Staaten - Vereinigtes Königreich - Belarus |

## Ergebnisse Dortmund

### Männer
19. November 1994
| Rang | Team                | Punkte   |
| ---- | ------------------- | -------- |
| 1.   | Volksrepublik China | 283.333  |
| 2.   | Russland            | 282.158  |
| 3.   | Ukraine             | 281.086  |
| 4.   | Belarus             | 280.973  |
| 5.   | Deutschland         | 280.161  |
| 6.   | Japan               | 278.699  |
| ...  |                     |          |
| 14.  | Schweiz             | 538.562* |

(*) Ergebnis der Qualifikation, da nicht für das Finale qualifiziert

### Frauen
20. November 1994
| Rang | Team                | Turnerinnen | Punkte   |
| ---- | ------------------- | --- | -------- |
| 1.   | Rumänien            | Simona Amânar Gina Gogean Nadia Hatagan Ionela Loaieș Daniela Mărănducă Lavinia Miloșovici Claudia Presăcan               | 195.847  |
| 2.   | Vereinigte Staaten  | Amanda Borden Amy Chow Dominique Dawes Larissa Fontaine Shannon Miller Jaycie Phelps Kerri Strug                          | 194.645  |
| 3.   | Russland            | Oxana Fabritschnowa Jelena Groschewa Natalja Iwanowa Swetlana Chorkina Dina Kotschetkowa Jelena Lebedewa Evgenia Roschina | 194.546  |
| 4.   | Volksrepublik China | Mo Huilan Yuan Kexia Ye Linlin Liu Xuan He Xuemei Qiao Ya Guang Yuging                                                    | 194.132  |
| 5.   | Ukraine             | Iryna Bulachowa Oksana Knyschnyk Tatiana Malaya Natalia Paneteleyeva Lilija Podkopajewa Elena Shapornaya Olesia Shulga    | 191.734  |
| 6.   | Belarus             | Alexandra Kulbitskaya Alena Piskun Alena Poloskowa Swjatlana Tarassewitsch Ljudmila Witjukowa Wolha Jurkina Yulia Yurkina | 189.021  |
| ...  |                     | |          |
| 13.  | Deutschland         | Cindy Klemrath Rufa Kreibich Wiebke Preiss Angelika Schatton Diana Schröder Julia Stratmann Yvonne Worner                 | 361.626* |

(*) Ergebnis der Qualifikation, da nicht für das Finale qualifiziert

## Ergebnisse Brisbane

### Männer

#### Einzel-Mehrkampf
| Rang | Athlet            |
| ---- | ----------------- |
| 1.   | Iwan Iwankou      |
| 2.   | Alexei Woropajew  |
| 3.   | Wital Schtscherba |

#### Boden
| Rang | Athlet               |
| ---- | -------------------- |
| 1.   | Wital Schtscherba    |
| 2.   | Ioannis Melissanidis |
| 2.   | Neil Thomas          |

#### Reck
| Rang | Athlet            |
| ---- | ----------------- |
| 1.   | Wital Schtscherba |
| 2.   | Zoltán Supola     |
| 3.   | Iwan Iwankou      |

#### Barren
| Rang | Athlet           |
| ---- | ---------------- |
| 1.   | Huang Liping     |
| 2.   | Rustam Scharipow |
| 3.   | Alexei Nemow     |

#### Pauschenpferd
| Rang | Athlet        |
| ---- | ------------- |
| 1.   | Marius Urzică |
| 2.   | Eric Poujade  |
| 3.   | Li Donghua    |

#### Ringe
| Rang | Athlet                     |
| ---- | -------------------------- |
| 1.   | Jury Chechi                |
| 2.   | Paul O’Neill               |
| 3.   | Waleri Belenki Dan Burincă |

#### Sprung
| Rang | Athlet            |
| ---- | ----------------- |
| 1.   | Wital Schtscherba |
| 2.   | Li Xiaoshuang     |
| 3.   | Yeo Hong-chul     |

### Frauen

#### Einzel-Mehrkampf
| Rang | Athletin           |
| ---- | ------------------ |
| 1.   | Shannon Miller     |
| 2.   | Lavinia Miloșovici |
| 3.   | Dina Kotschetkowa  |

#### Balken
| Rang | Athletin            |
| ---- | ------------------- |
| 1.   | Shannon Miller      |
| 2.   | Lilija Podkopajewa  |
| 3.   | Oxana Fabritschnowa |

#### Boden
| Rang | Athletin           |
| ---- | ------------------ |
| 1.   | Dina Kotschetkowa  |
| 2.   | Lavinia Miloșovici |
| 3.   | Gina Gogean        |

#### Stufenbarren
| Rang | Athletin          |
| ---- | ----------------- |
| 1.   | Li Luo            |
| 2.   | Swetlana Chorkina |
| 3.   | Dina Kotschetkowa |

#### Sprung
| Rang | Athletin           |
| ---- | ------------------ |
| 1.   | Gina Gogean        |
| 2.   | Swetlana Chorkina  |
| 3.   | Lavinia Miloșovici |

## Medaillenspiegel
| Rang | Land                |   |   |   | total |
| ---- | ------------------- | - | - | - | ----- |
| 1    | Belarus             | 4 | - | 2 | 6     |
| 2    | Rumänien            | 3 | 2 | 2 | 6     |
| 3    | Volksrepublik China | 3 | - | 1 | 5     |
| 4    | Vereinigte Staaten  | 2 | 2 | 1 | 5     |
| 5    | Russland            | 1 | 4 | 5 | 10    |
| 6    | Italien             | 1 | - | - | 1     |
| 7    | Ukraine             | - | 2 | 1 | 3     |
| 8    | Griechenland        | - | 1 | - | 1     |
| 8    | Ungarn              | - | 1 | - | 1     |
| 8    | Frankreich          | - | 1 | - | 1     |
| 8    | Schweiz             | - | 1 | - | 1     |
| 12   | Deutschland         | - | - | 1 | 1     |
| 12   | Südkorea            | - | - | 1 | 1     |